# Borja García
 (avril 2024).
Si vous disposez d'ouvrages ou d'articles de référence ou si vous connaissez des sites web de qualité traitant du thème abordé ici, merci de compléter l'article en donnant les références utiles à sa vérifiabilité et en les liant à la section « Notes et références ».
Borja García Menéndez, né le 15 décembre 1982, est un pilote automobile espagnol.

## Carrière
- 2001 : World Series by Nissan
- 2002 : World Series by Nissan
- 2003 : Championnat d'Espagne de Formule 3
- 2004 : Championnat d'Espagne de Formule 3, Champion
- 2005 : GP2 Series, 14e
- 2006 : World Series by Renault, 2e
- 2007 : GP2 Series, 10e
- 2008 : Superleague Formula, 10e
  - 5 courses en World Series by Renault, 22e
- 2016-2017 :  Asian Le Mans Series